# Bull Valley
Bull Valley é uma vila localizada no estado americano de Illinois, no Condado de McHenry.

## Demografia
Segundo o censo americano de 2000, a sua população era de 726 habitantes. 
Em 2006, foi estimada uma população de 792, um aumento de 66 (9.1%).

## Geografia
De acordo com o United States Census Bureau tem uma área de 
14,5 km², dos quais 14,5 km² cobertos por terra e 0,0 km² cobertos por água.

## Localidades na vizinhança
O diagrama seguinte representa as localidades num raio de 12 km ao redor de Bull Valley. 